# (13772) Live
(13772) Live, désignation internationale (13772) Livius, est un astéroïde de la ceinture principale.

## Description
(13772) Live est un astéroïde de la ceinture principale. Il fut découvert par Eric Walter Elst le 18 septembre 1998 à l'ESO. Il présente une orbite caractérisée par un demi-grand axe de 3,02 UA, une excentricité de 0,0379 et une inclinaison de 11,06° par rapport à l'écliptique.
Il fut nommé en hommage au grand historien romain Tite Live (59 av. J.-C. - 17 apr. J.-C.).

## Compléments